# Physeterostemon thomasii
Physeterostemon thomasii är en tvåhjärtbladig växtart som beskrevs av Amorim, Michelangeli och Goldenb.. Physeterostemon thomasii ingår i släktet Physeterostemon och familjen Melastomataceae. Inga underarter finns listade i Catalogue of Life.